# Rafał Piszcz
Rafał Maciej Piszcz (* 24. Oktober 1940 in Posen; † 12. September 2012 ebenda) war ein polnischer Kanute.
Piszcz startete für Warta Posen und nahm an drei Olympischen Sommerspielen teil. 1964 in Tokio konnte er sich mit dem Vierer-Kajak nicht für den Endlauf qualifizieren. Vier Jahre später belegte das polnische Team den achten Rang. Im Zweier-Kajak gewann er 1972 in München über 1000 Meter gemeinsam mit Władysław Szuszkiewicz die Bronzemedaille.
Piszcz starb im Alter von 71 Jahren.